# Парскаайк
Парскаайк (арм. Պարսկահայք, у греко-римских авторов — Сигриана) — у армянских авторов также Норширакан Նորշիրական, ашхар (область) Великой Армении.

## Описание
Ашхар (провинция, область) Норширакан или Парскахайк располагалась на крайнем юго-востоке Великой Армении, к западу от оз. Урмия — на границе с Ираном, о чём свидетельствует и второе её название - «Парскахайк» (буквально «Персоармения»). Нор-Ширакан граничила, кроме Персии, с армянскими провинциями Корчайк на юго-западе и Васпуракан на западе и севере. В качестве пограничной провинции Норширакан управлялась особым генерал-губернатором — бдешхом (Բդեշխ Նորշիրականի). После раздела Великой Армении в 387 г. большая часть провинции Норширакан - под названием Парскахайк непосредственно вошла в состав Персии. Площадь Нор-Ширакана составляла 11010 км²,. Армянский географ VII в. Анания Ширакаци описывает провинцию следующим образом:
Персармения, к востоку от Корджайк у Атрпатакана, имеет 9 областей: 1. Айли, т. е. Куриджан, 2. Мари, 3. Трапи, 4. Ацверс, 5. Ырна, 6. Тамберс, 7. Зарехаван, 8. Зараванд, 9. Гер. Из дичи встречаются дикий осел и серны.